# Children’s Corner

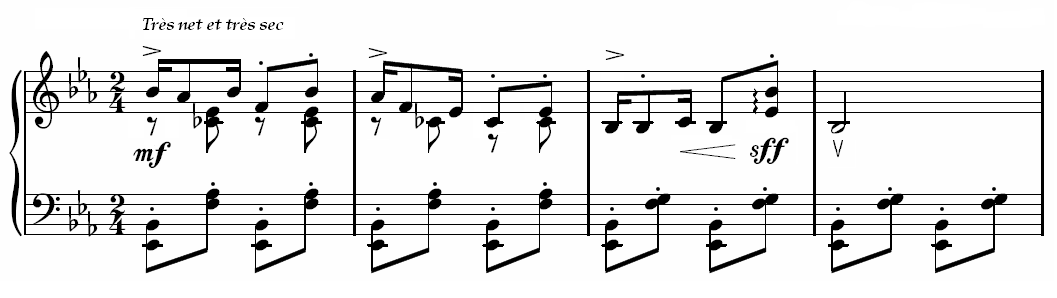
Golliwogg’s Cake-walk: das ragtimeartige Thema

Children’s Corner (englisch, zu Deutsch „Kinderecke“ oder „Spielecke“) ist ein Werk des französischen Komponisten Claude Debussy; der Untertitel lautet Petite Suite pour Piano seul (französisch, zu Deutsch „Kleine Suite für Klavier allein“).

## Kompositions- und Aufführungsgeschichte
1880, mit achtzehn Jahren, war Debussy Hauspianist und Reisebegleiter der wohlhabenden und kunstsinnigen Nadeschda von Meck, Brieffreundin und Mäzenin Tschaikowskis. Vermutlich während dieser Monate lernte er Mussorgskis Liederzyklus Kinderstube kennen, über den er 1901 schrieb: „Niemand hat mit zärtlicherem, tiefbewegterem Ton von dem Kostbarsten, was in uns ist, gesprochen … Niemals kam ein so verfeinertes Empfinden mit so schlichten Mitteln zum Ausdruck …“
Ähnliche, wenn auch leichtherzigere Ziele verfolgte Debussy dann selbst in seinem Zyklus Children’s Corner, komponiert 1906 bis 1908 – nach Abschluss der sinfonischen Skizzen La Mer („Das Meer“) und gleichzeitig mit der zweiten Folge seiner Images („Bilder“) für Klavier. Die vordere Einbandseite der schönen, bei A. Durand & Fils erschienenen Erstausgabe trägt eine eigenhändige Zeichnung des Komponisten und die Angabe „Juillet 1908“ („Juli 1908“). Debussy widmete den Zyklus seiner 1905 geborenen Tochter Emma-Claude, genannt Chouchou („Schätzchen“). Die in genannter Erstausgabe mit den roten Umrissen eines Plüschelefanten verzierte Widmung heißt: „A ma chère petite Chouchou, avec les tendres excuses de son Père pour ce qui va suivre“ („Meiner lieben kleinen Chouchou, mit den liebevollsten Entschuldigungen ihres Papas für das, was folgt“).
Zu den möglichen Vorbildern des Unterfangens zählen Schumanns Kinderszenen und Faurés Vierhändigzyklus Dolly. Die Kinderszenen sind, anders als das Album für die Jugend desselben Komponisten, kein pädagogisches Werk. Ähnliches gilt für Children’s Corner – Fachkräfte merken an, der Klaviersatz der sechs Stücke sei zwar wenig oder gar nicht virtuos, jedoch empfindlich und filigran. Das Werk sei von Kindern kaum zu bewältigen, was Satz und Inhalt angehe, und „letzten Endes dem gereiften Spieler vorbehalten“. Faurés Vierhändigzyklus wiederum trägt seinen Titel zu Ehren von Emma-Claudes 1892 geborener Halbschwester Hélène, genannt Dolly („Püppchen“). Emma Bardac, die Mutter der beiden Mädchen, hatte in den 1890er Jahren eine Affäre mit Fauré; ein Verhältnis mit Debussy ab 1904 führte zur Eheschließung 1908.
Die Uraufführung von Children’s Corner erfolgte am 18. Dezember 1908 in Paris durch den bedeutenden britischen Pianisten Harold Bauer. 1911 erstellte Debussys ehemaliger Student André Caplet eine Orchestrierung des Werkes. 1912 spielte der Komponist selbst die ganze Suite auf einem Welte-Mignon-Reproduktionsklavier ein.

## Die einzelnen Stücke
Der Einzeltitel I greift scherzhaft in die Musikgeschichte zurück, die Einzeltitel II–VI beschreiben Spielsachen Chouchous; die (nicht durchgängig korrekte) Verwendung der englischen Sprache war wohl eine Hommage an Dolly Gibbs, Chouchous englische Gouvernante. Übrigens stimmen die Einzeltitel in der Preisliste, im Inhaltsverzeichnis und im Notenteil der Erstausgabe nicht miteinander überein. Am überzeugendsten ist die Version der Preisliste. Das Inhaltsverzeichnis entspricht dieser Version, schreibt aber alle lateinischen und englischen Wörter in Großbuchstaben. In den Notenteil haben sich zusätzliche Fehler eingeschlichen, wie folgende Gegenüberstellung zeigt:
| Nummer | Titel laut Preisliste                        | Titel laut Notenteil       | Tempobezeichnung         | Taktart |
| ------ | -------------------------------------------- | -------------------------- | ------------------------ | ------- |
| I      | Doctor Gradus ad Parnassum                   | Doctor Gradus ad Parnassum | Modérément animé         | 4/4     |
| II     | Jimbo’s Lullaby (Berceuse des éléphants)     | Jimbo’s Lullaby            | Assez modéré             | 2/2     |
| III    | Sérénade for the doll (Sérénade à la poupée) | Serenade of the Doll       | Allegretto ma non troppo | 3/4     |
| IV     | The snow is dancing (La neige danse)         | The snow is dancing        | Modérément animé         | 4/4     |
| V      | The little shepherd (Le petit berger)        | The little Shepherd        | Très modéré              | 4/4     |
| VI     | Golliwogg’s cake-walk                        | Golliwogg’s cake walk      | Allegro giusto           | 2/4     |

Die leicht abweichenden Schreibweisen weiter unten entsprechen den Kompromissen, die The New Grove Dictionary of Music and Musicians gefunden hat.

### Doctor Gradus ad Parnassum
Ein mit einem Doktortitel ausgezeichnetes Stück eröffnet den Zyklus. Gradus ad Parnassum (lateinisch, zu Deutsch „Stufe zum Parnass“, zum Musenberg der griechischen Mythologie) hieß bereits eine Kontrapunktlehre von Johann Joseph Fux, dann vor allem eine umfangreiche Folge von Klavieretüden des italienischen Komponisten Muzio Clementi. Das C-Dur-Stück kommt, den in die B-Tonarten einsinkenden Mittelteil abgerechnet, in 37 von 64 Takten ganz ohne schwarze Tasten aus. Der schlanke Klaviersatz mit seinen Orgelpunkten, zerlegten Akkorden und der fortlaufenden Sechzehntelbewegung erinnert an mehrere bachsche C-Dur-Präludien; ebenso spürbar ist der Einfluss simpelster „Wanderübungen“ etwa von Charles-Louis Hanon, die sich sequenzierend auf- und abwärts schrauben. Debussy kommentierte: „Das ist eine Art hygienischer und progressiver Gymnastik; es empfiehlt sich daher, das Stück jeden Morgen nüchtern zu spielen, vom modéré zum animé steigernd.“

### Jimbo’s Lullaby
Mit „Jimbo“ ist sicherlich der englische Elefantenname „Jumbo“ gemeint; in französischer Aussprache sind die beiden Wörter zum Verwechseln ähnlich. Das Wiegenlied des Kuscheltiers erklingt zunächst einstimmig in angemessen tiefer Lage. Die Tonalität bleibt raffiniert in der Schwebe: Die kinderliedartige Rufterz f–d gleich zu Beginn, die wie Quint und Terz einer Dur-Pentatonik auf b klingt, erweist sich im Fortgang als Oktav und Sext einer Dur-Pentatonik auf f; die später hinzutretende Begleitung überstreicht ihrerseits wieder die Dur-Pentatonik auf b.
Weitere Elemente sind eingestreute große Sekunden und ein im Quartraum diatonisch fallendes, durch Tonwiederholungen geprägtes Thema, das ganztönige und halbtönige Felder passiert und sich schließlich wie selbstverständlich mit der Wiegenlied-Melodie verbindet.

### Serenade for the Doll
Der fernöstliche Charakter des „Abendständchens für die Puppe“ ergibt sich aus einer pentatonischen Melodie, die mitsamt exotischen Quartvorschlägen auf den schwarzen Tasten hin- und herspringt. Auf den weißen Tasten beheimatet ist dagegen die Quintbegleitung e–h (zu Beginn nachschlagend, am Ende pendelnd); in der Kombination ergibt sich eine lydische Skala. Wie allen Stücken aus Children’s Corner liegt auch der Serenade eine nicht allzu offensichtliche Bogenform zugrunde.

### The Snow is Dancing
„Der Schnee tanzt“ – vielleicht in einer Schneekugel. Dieses pianistisch besonders anspruchsvolle Stück spielt mit weichen non-legato-Sechzehnteln im reißverschlussartigen Handwechsel: ein Ton links, ein Ton rechts. Ein überraschend im Tritonusverhältnis hinzutretender Ton erweist sich als dem konventionellen d-Moll-Tonvorrat zugehörig. Im Mittelteil muss die linke Hand alle Sechzehntel übernehmen, die rechte Hand spielt triolische, leise klagende Tonwiederholungen. Die fortlaufende, einen langen Schneetag suggerierende Sechzehntelkette wird nur einmal unterbrochen, und zwar kurz vor Schluss, im sechstletzten Takt.

### The Little Shepherd
„Der kleine Hirte“ wurde als eine „nach Harz und noch nach frischem Lack“ riechende Spielfigur beschrieben. Die Komposition erinnert in ihrer pastoralen Stimmung und ganz konkret in ihrer einstimmigen, schalmeihaften Anfangswendung an Debussys Prélude à l’après-midi d’un faune von 1894. Das ungewöhnliche Tritonus-Motiv des Beginns erweist sich allmählich (ähnlich wie in The Snow is Dancing) als Bestandteil eines durchaus konventionellen Tonvorrates, in diesem Fall der A-Dur-Skala. Auf die einstimmige Eröffnung folgt eine graziös punktierte Melodie, die zwar von leiterfremden Tönen begleitet wird, aber in reinstem A-Dur endet. Ein zweiter, ganz ähnlicher Formteil endet in E-Dur, der dritte Formteil endet im harmonisch Ungewissen – dann aber schließen sich dieselben Takte an, die bereits den ersten Formteil abrundeten.
Das Stück hat bequem auf zwei Notenseiten Platz und ist damit das kürzeste der Suite.

### Golliwogg’s Cake-walk

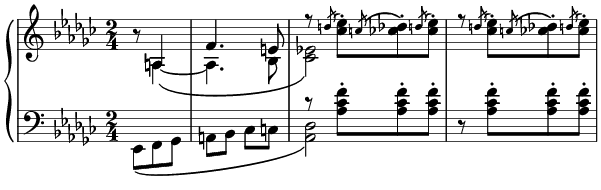
Golliwogg’s Cake-walk: das Tristan-Zitat

„Golliwogg“ ist eine Kinderbuchfigur der britischen Illustratorin Florence Kate Upton mit schwarzem Gesicht und schwarzen abstehenden Haaren. Auf Debussys Titelblattzeichnung erscheint Golliwogg als Luftballon mit runden weißen Augen, großem roten Mund und verwegener Perücke; für den Pianisten Alfred Cortot besitzt er den Charakter eines Hampelmanns.
Das Schlussstück von Children’s Corner ist eine Ragtime-Komposition mit typischem Vorspiel und mit einem Mittelteil, der die ersten Töne aus der Oper „Tristan und Isolde“ viermal untransponiert zitiert, „avec une grande émotion“ („mit großem Gefühl“), jedes Mal aber statt im originalen Tristan-Akkord in trivialen Klängen mündet: Beim ersten und dritten Mal setzt der Komponist einen Dominantseptnonakkord, indem er den Tristan-Akkord (f-h-dis-gis) umdeutet (f-ces-es-as) und ein des als Grundton hinzufügt, also mit geringsten Mitteln einen ungewöhnlichen Klang in einen gewöhnlichen verwandelt; beim zweiten und vierten Mal erklingt die zugehörige Tonika auf ges, versehen mit einer Sixte ajoutée. So entsteht ein ungeahnter Zusammenhang zwischen dem Cakewalk, einem Modetanz der damaligen Zeit, und dem zur Jahrhundertwende in Frankreich viel rezipierten Richard Wagner. Auch die frechen, an ein Lachen erinnernden chromatischen Vorschläge scheinen Debussys zwiespältiges Verhältnis zu dem deutschen Komponisten zu illustrieren.

## Informationsbasis